# Khayman
Khayman è un vampiro appartenente ai romanzi di Anne Rice, in particolare La regina dei dannati e Blood.

## Storia personale
È stato creato da Akasha e suo marito Enkil intorno al 4000 a.C., prima della caduta di Gerico. Prima di diventare vampiro, era Maestro di Palazzo del Regno di Kemet. Ha creato Mekare e i Vampiri della I stirpe.

È conosciuto anche con il nome di Benjamin il Diavolo dagli studiosi del Talamasca. Prima del risveglio della regina non conservava alcun ricordo della sua vita passata. Prima di essere trasformato, contro la sua volontà, ha stuprato sia Mekare che Maharet per ordine di Enkil, mettendo incinta Maharet.

## Caratteristiche fisiche
Dimostra circa 30 anni, è di etnia caucasica mediterranea. Ha gli occhi neri, ed i capelli neri.